# Große Aue (Weser)
Die Große Aue (im Oberlauf erst Aue und dann auch Neuer Mühlenbach bzw. Mühlenbach) ist ein 88 km langer, südwestlicher und, nach der Hunte und der Diemel, der drittgrößte linke Nebenfluss der Weser. Ihr Einzugsgebiet liegt im nördlichen Nordrhein-Westfalen und im mittleren Niedersachsen.

## Verlauf

### Oberlauf
Die Große Aue entspringt auf einer Quellhöhe von 118 m ü. NN als Aue auf der Südseite des Wiehengebirges beim Gestüt Auenquelle im Ortsteil Dono der Gemeinde Rödinghausen in Nordrhein-Westfalen. Nach einem Kilometer wendet sie sich nach Norden und heißt ab der Einmündung des aus Westen kommenden Nordbachs Große Aue. Sie durchquert in einem Durchbruchstal das Wiehengebirge. Dabei verliert sie 40 Höhenmeter und treibt zwei Mühlen an, so dass sie im Einschnitt durch den Wiehenhauptkamm nach der Schwenningdorfer Neuen Mühle auch Neuer Mühlenbach genannt wird. Im Eggetal bei Fiegenburg übernimmt sie gar von einem westlichen Zufluss, der fast das gesamte Eggetal entwässert, den Namen Mühlenbach. Der Fluss treibt kurz vor Bad Holzhausen, östlich der dem Wiehenhauptkamm vorgelagerten Egge, die Mühle von Gut Crollage an.

### Weiterer Verlauf

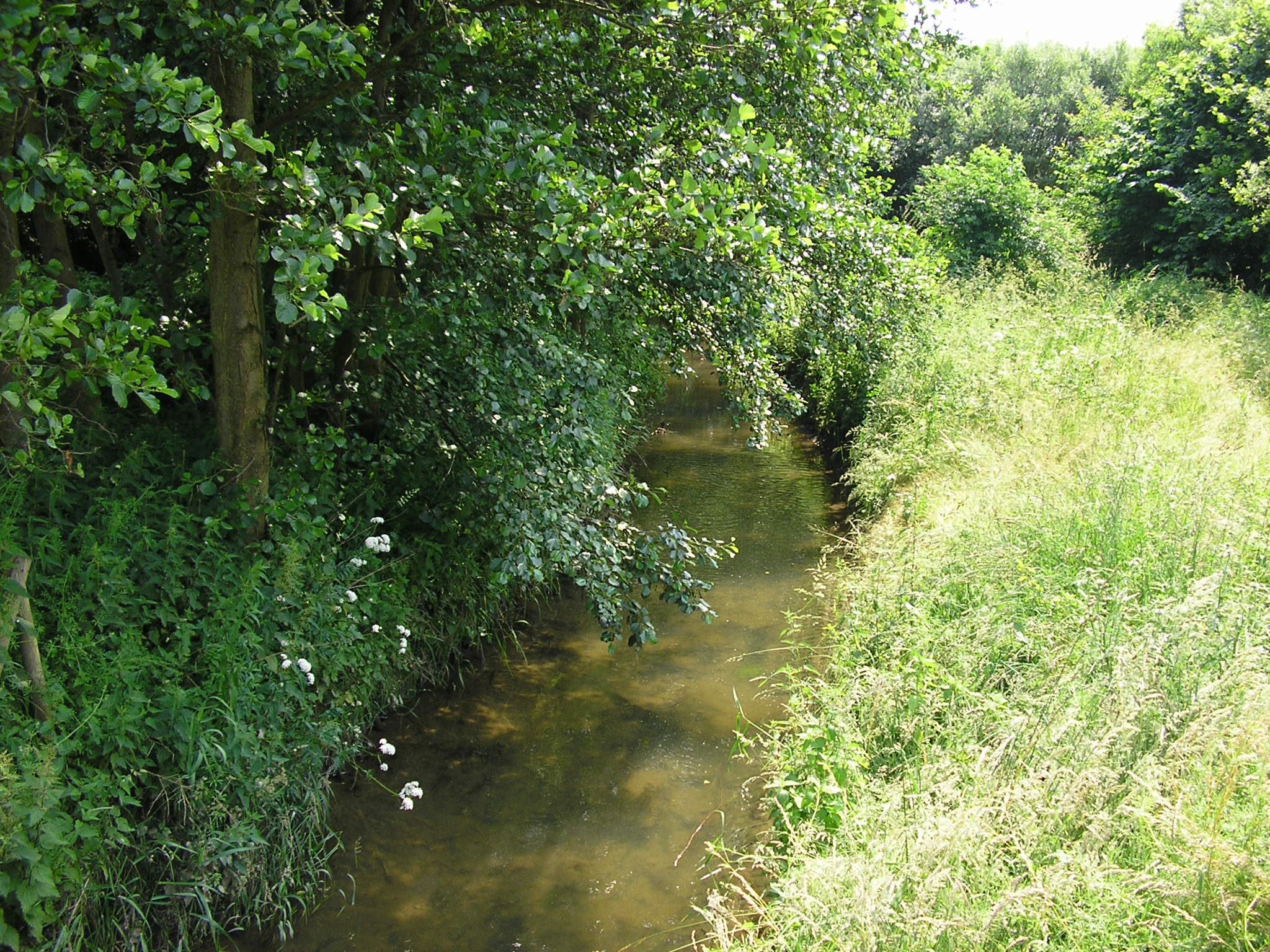
Die Große Aue zwischen den Städten Lübbecke und Preußisch Oldendorf

In Bad Holzhausen endet die Bezeichnung „Mühlenbach“. Dort erreicht die Große Aue die Norddeutsche Tiefebene. Bei Flusskilometer 74,2 unterquert sie den Mittellandkanal. Am Westrand von Espelkamp (Flusskilometer 69–67,4) wurden in der Flussaue jenseits des Deiches zwei Seen angelegt, der Große Auesee und der See am Kleihügel. Zwischen Kilometer 66,3 und 61,2 fließt die Große Aue erstmals in zwei parallelen Flussläufen, von denen einer begradigt ist, der andere das erste Teilstück einer renaturierten Flussführung. Nachdem sie Rahden westlich passiert hat, nimmt sie bei Preußisch Ströhen den Großen Dieckfluss auf und erreicht Niedersachsen. Zwischen Wagenfeld-Ströhen und Barenburg erreicht sie nordwärts fließend die Diepholzer Moorniederung und folgt dieser dann ostwärts durch den südlichen Sulinger Bruch. Die linksufrig markant ansteigenden Geesthöhen der Eickhofer Heide umfließt die Große Aue etwas südlich ausholend und erreicht bei Steyerberg die Weserniederung, deren Westrand sie fortan markiert. Fünf Kilometer unterhalb von Liebenau mündet sie, auf halbem Wege nach Nienburg, bei Binnen in die Weser. Dort ist die Große Aue nach 88 Kilometern Lauflänge bis auf einen mittleren Abfluss von über 11,5 m³/s angewachsen.

## Renaturierung
In den Jahren nach dem Zweiten Weltkrieg wurde alles getan, um die Große Aue zu einem kanalähnlichen Fluss zu machen, und damit einen hochwasserfreien Flusslauf zu erreichen. In den 1980er Jahren führten Initiativen im Raum Minden-Lübbecke zur Entscheidung, die Flusslandschaft zu renaturieren. Die durch den Ausbau artenarm gewordene Landschaft sollte sich erholen. Auwälder, Hecken und die typischen Pflanzen und Tiere sollten wieder einen Lebensraum erhalten.
Als 1989 der erste Spatenstich zur Renaturierung erfolgte, war dieses Projekt einmalig in Nordrhein-Westfalen. Das monotone Gewässerbett und seine bis zu 300 m breiten Seitenräume wurden wieder zu einer naturnahen Auenlandschaft umgestaltet. Ungefähr 200 ha Überschwemmungsflächen wurden neu gewonnen. Der technisch ausgebaute Lauf blieb zum größten Teil erhalten. Parallel hierzu wurde ein neues Gewässer angelegt, dass an mehreren Punkten in den alten Lauf mündet. Aus heutiger Sicht wurde eine artenreiche Tier- und Pflanzenwelt geschaffen, ohne dass Hochwasserkatastrophen zu erwarten sind.

## Flora und Fauna
Im Bereich von Rahden bildet der renaturierte Fluss und der Uferbereich auf einer Länge von ca. 12 km und einer Breite von 500 m das FFH-Gebiet „Große Aue“ (FFH-Gebietsnummer 3517-302). Zielarten sind vor allem Fischarten wie der Steinbeißer, der Bitterling und der Schlammpeitzger aber auch Libellen wie die Große Moosjungfer.
An der Großen Aue ist ein für auentypische Pflanzen und Tiere wertvoller Lebensraum entstanden. Man findet in den Feuchtbiotopen und in den Still- und Fließgewässern Schwanenblume, Wasserfeder und Blasen-Segge sowie Schwertschrecke und Sumpfschrecke. Bedrohte Libellen (Gebänderte Heidelibelle, Südliche Binsenjungfer) leben dort genauso wie Dorngrasmücke und Zwergtaucher. Rohrammer, Teichrohrsänger und Bekassine zeigen sich ebenfalls.
Die naturnahen Grünland- und Feuchtwiesen Auen im Oberlauf bei Rödinghausen stehen unter der Bezeichnung Auebachtal unter Naturschutz. Wertvoll sind vor allem die blütenreichen Feucht- und Nassgrünland mit seinen eingestreuten Seggenrieden und Röhrichten.

## Nebenflüsse
L = linksseitige, R = rechtsseitige Nebenflüsse flussabwärts betrachtet
- Klosterbach (R; bei Dono)
- Nordbach (L; bei Stukenhöfen)
- Schierenbeke (L; bei Schwenningdorf)
- Mühlenbach (L; bei Börninghausen)
- Bruchriede (R; bei Bad Holzhausen)
- Landwehrbach (L: bei Bad Holzhausen)
- Obermehner Mühlenbach (R; bei Hedem)
- Grenzgraben (L; bei Hedem)
- Hedemer Bruchgraben (L; bei Hedem)
- Gartemanns Bach (R; bei Fiestel)
- Flöthe (R; Fiestel)
- Fabbenstedter Graben (R; bei Fabbenstedt)
- Kleine Aue (R; bei Holsingerort)
- Großer Dieckfluss (L; bei Preußisch Ströhen)
- Wickriede (R; bei Rehersort)
- Langer Graben (R; bei Hakenhäuserort)
- Herrenriede (R; )
- Wiete (L; Schweineinsel)
- Kleine Aue (L; Barenburg)
- Sule (L; Barenburg)
- Schweinelake (R; )
- Kirchdorfer Mühlenbach (R; Gut Borgstedt)
- Schliebeeke (R; )
- Allerbeeke (L; Hasselbusch)
- Siede (L; Wehrenberg)
- Rüsselbach (R; )
- Peeksriede (L; )
- Sarninghäuser Meerbach (R; Sarninghausen)
- Langhorst Kuhlengraben (R; Flecken Steyerberg)
- Dunkgraben (L; Reese)
- Winterbach (L; Eickhof)